# Eric Ejiofor
Eric Ejiofor (ur. 21 lipca 1979 w Asabie) – nigeryjski piłkarz grający na pozycji środkowego obrońcy.

## Kariera klubowa
Ejiofor piłkarską karierę zaczynał w klubie Katsina United FC, w barwach której zadebiutował w 1998 roku w Pepsi Pro League. W lidze zajął z tym zespołem 12. miejsce i w 1999 roku przeszedł do Shooting Stars FC. W drużynie z Ibadanu grał w podstawowym składzie na środku obrony. W połowie roku został zawodnikiem Enyimba FC. W 2001 roku wywalczył z nim mistrzostwo Nigerii.
W 2001 roku Ejiofor podpisał kontrakt z Maccabi Hajfa, do której przeszedł za sumę około 500 tysięcy dolarów. W Maccabi zadebiutował 14 września 2002 w wygranym 5:0 meczu z Hapoelem Kefar Sawa i już w debiucie zdobył gola. Do końca sezonu zagrał jeszcze 18 meczach, ale sezon zakończył się dla niego wcześniej, gdyż doznał kontuzji kolana. Z Maccabi został wicemistrzem Izraela. Sezon 2003/2004 także nie był dla Ejiofora udany, gdyż znów stracił niemal połowę sezonu przez kontuzje. Zagrał w 17 meczach i miał swój udział w zdobyciu mistrzostwa Izraela. Latem 2004 odszedł jednak z Hajfy i zasilił szeregi innego pierwszoligowca, FC Aszdod. Spotkał tam swojego rodaka, Emmanuela Ebiede. Rozegrał 32 mecze i zajął z Aszdod 3. miejsce w lidze. Zdobył też 1 gola – 20 listopada w wygranym 2:0 meczu z Hapoelem Petach Tikwa. Na początku sezonu 2005/2006 wyjechał na Cypr i został piłkarzem Enosis Neon Paralimni. Grał w nim do 2009 roku, czyli do końca swojej kariery.
| Sezon   | Klub                  | Kraj    | Rozgrywki              | Mecze | Bramki |
| ------- | --------------------- | ------- | ---------------------- | ----- | ------ |
| 1998    | Katsina United        | Nigeria | Nigeria Premier League | ?     | ?      |
| 1999    | Shooting Stars FC     | Nigeria | Nigeria Premier League | ?     | ?      |
| 1999    | Enyimba FC            | Nigeria | Nigeria Premier League | ?     | ?      |
| 2000    | Enyimba FC            | Nigeria | Nigeria Premier League | ?     | ?      |
| 2001    | Enyimba FC            | Nigeria | Nigeria Premier League | ?     | ?      |
| 2002/03 | Maccabi Hajfa         | Izrael  | Ligat ha’Al            | 19    | 1      |
| 2003/04 | Maccabi Hajfa         | Izrael  | Ligat ha’Al            | 17    | 0      |
| 2004/05 | FC Aszdod             | Izrael  | Ligat ha’Al            | 32    | 1      |
| 2005/06 | Enosis Neon Paralimni | Cypr    | Division A             | 25    | 0      |
| 2006/07 | Enosis Neon Paralimni | Cypr    | Division A             |       |        |

## Kariera reprezentacyjna
W reprezentacji Nigerii Ejiofor zadebiutował 2 września 2000 w wygranym 4:0 meczu z reprezentacją Namibii, rozegranym w ramach kwalifikacji do Pucharu Narodów Afryki 2002.
W 2001 roku w eliminacjach do MŚ 2002 był chwalony zwłaszcza za mecz z Liberią, rozegrany w maju. Dzięki temu występowi posadził na ławce dotychczasowych środkowych obrońców, Emekę Ifejiagwę i Isaaca Okoronkwo.
W 2002 roku był członkiem kadry na Puchar Narodów Afryki w Mali. Pomimo iż miał być pewniakiem do gry w pierwszej jedenastce, to stracił w niej miejsce na rzecz Okoronkwo. Zagrał więc tylko w ostatnim meczu – meczu o 3. miejsce z Mali, wygranym 1:0. Latem selekcjoner Festus Adegboye Onigbinde powołał Ejiofora na Mistrzostwa Świata w Korei i Japonii, ale nie zagrał tam żadnego meczu, a jego rodacy odpadli po fazie grupowej.

## Sukcesy
- Mistrzostwo Nigerii: 2001 z Enyimbą
- Mistrzostwo Izraela: 2002 z Maccabi Hajfa
- 3. miejsce w PNA: 2002
- członek kadry na MŚ: 2002